# Lúčka (Svidník)
Lúčka (in ungherese Tapolylucska) è un comune della Slovacchia facente parte del distretto di Svidník, nella regione di Prešov.